# Conseil scolaire catholique MonAvenir
Le Conseil scolaire catholique MonAvenir (Csc MonAvenir) est une institution regroupant des écoles catholiques de langue française d'Ontario. Le district a son siège, le Centre d’éducation catholique Omer-Deslauriers, à North York, Toronto. Le conseil MonAvenir accueille plus de quinze mille élèves, au sein de ses quarante-quatre écoles élémentaires et dix écoles secondaires établies sur un territoire de plus de 40 000 km2, qui s’étend de la péninsule du Niagara à Peterborough et du lac Ontario (Toronto) à la Baie Géorgienne. Le siège social est situé à Toronto.
Le conseil scolaire a été formé en 1998 après que 13 conseils scolaires locaux aient été fusionnés pour former le Conseil de district des écoles séparées de langue française nº 64 ,:2. De 1999 à 2017, le conseil scolaire était connu sous le nom de Conseil scolaire de district catholique Centre-Sud (CSDCCS) ,.

## Écoles

### Écoles élémentaires
- École élémentaire catholique Monseigneur-Jamot, Peterborough
- École élémentaire catholique Corpus-Christi, Oshawa (Ontario)
- École élémentaire catholique Frère-André, Barrie (Ontario)
- École élémentaire catholique Georges-Étienne-Cartier, Toronto (Ontario)
- École élémentaire catholique Le-Petit-Prince, Vaughan, Ontario
- École élémentaire catholique Marguerite-Bourgeois, BFC Borden
- École élémentaire catholique Monseigneur-Jamot, Peterborough (Ontario)
- École élémentaire catholique Notre-Dame-de-la-Jeunesse, Ajax (Ontario)
- École élémentaire catholique du Sacré-Cœur, Toronto (Ontario)
- École élémentaire catholique Saint-Jean, Aurora (Ontario)
- École élémentaire catholique Saint-Jean-de-Lalande, Toronto, Ontario
- École élémentaire catholique Saint-Louis, Penetanguishene, Ontario
- École élémentaire catholique Saint-Noël-Chabanel, Toronto, Ontario
- École élémentaire catholique Sainte-Croix, Lafontaine, Ontario
- École élémentaire catholique Sainte-Madeleine, Toronto, Ontario
- École élémentaire catholique Sainte-Marguerite-Bourgeoys, Markham (Ontario)
- École élémentaire catholique Sainte-Marguerite-d'Youville, Toronto, Ontario
- École élémentaire catholique Samuel-de-Champlain, Orillia, Ontario
- École élémentaire catholique Jean-Paul II, Whitby (Ontario)
- École élémentaire catholique Cardinal-Léger, Kitchener (Ontario)
- École élémentaire catholique Immaculée-Conception, St. Catharines (Ontario)
- École élémentaire catholique Mère-Elisabeth-Bruyère, Waterloo (Ontario)
- École élémentaire catholique Ange-Gabriel, Mississauga, Ontario
- École élémentaire catholique Monseigneur-de-Laval, Hamilton (Ontario)
- École élémentaire catholique Notre-Dame, Hamilton (Ontario)
- École élémentaire catholique Notre-Dame-de-la-Jeunesse, Niagara Falls (Ontario)
- École élémentaire catholique René-Lamoureux, Mississauga, Ontario
- École élémentaire catholique du Sacré-Cœur, Georgetown, Ontario
- École élémentaire catholique du Sacré-Cœur, Welland, Ontario
- École élémentaire catholique Saint-Antoine, Niagara Falls (Ontario)
- École élémentaire catholique Saint-François-d'Assise, Welland, Ontario
- École élémentaire catholique Saint-Jean-Baptiste, Mississauga (Ontario)
- École élémentaire catholique Saint-Joseph, Port Colborne, Ontario
- École élémentaire catholique Saint-Noël-Chabanel, Cambridge (Ontario)
- École élémentaire catholique Saint-Philippe, Burlington (Ontario)
- École élémentaire catholique Saint-René-Goupil, Guelph (Ontario)
- École élémentaire catholique Sainte-Jeanne-d'Arc, Brampton (Ontario)
- École élémentaire catholique Sainte-Marguerite-Bourgeoys, Brantford (Ontario)
- École élémentaire catholique Sainte-Marguerite-Bourgeoys, St. Catharines (Ontario)
- École élémentaire catholique Sainte-Marie, Oakville (Ontario)
- École élémentaire catholique Sainte-Marie, Simcoe (Ontario)

### Écoles secondaires

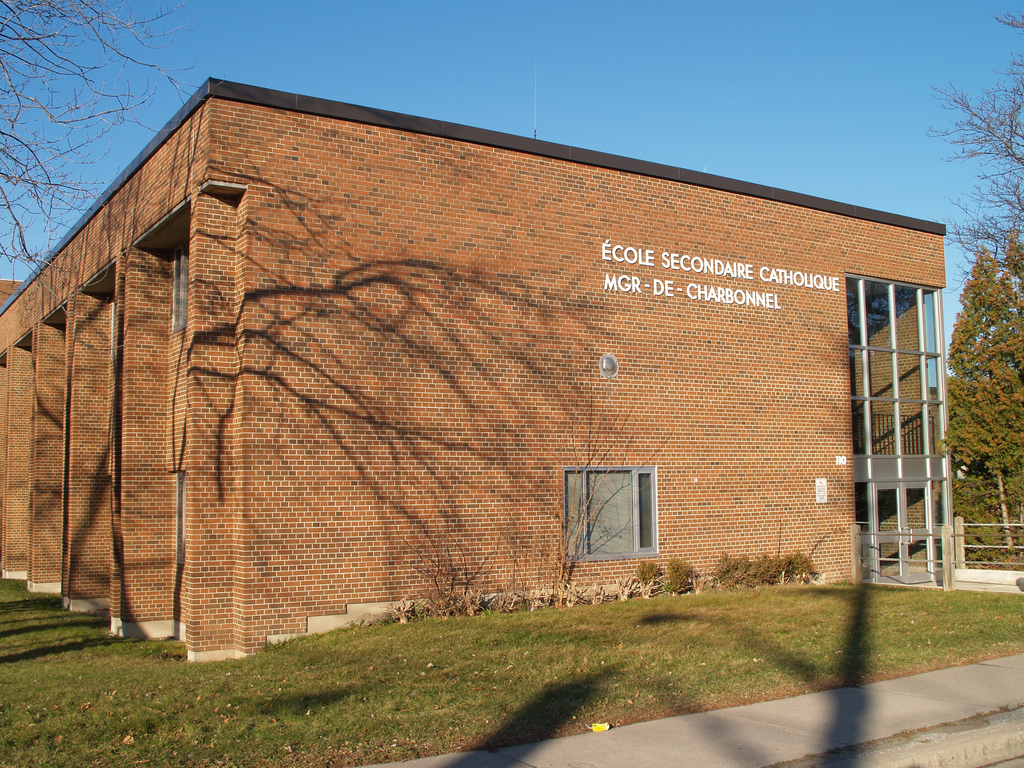
École secondaire catholique Monseigneur-de-Charbonnel

- École secondaire Académie catholique Mère-Teresa, Hamilton (Ontario)
- École secondaire catholique Saint Jean-Brebeuf, Welland, Ontario
- École secondaire catholique Monseigneur-de-Charbonnel, Toronto (Ontario)
- École secondaire catholique Nouvelle-Alliance, Barrie (Ontario)
- École secondaire catholique Père-René-de-Galinée, Cambridge (Ontario)
- École secondaire catholique Renaissance (anciennement Cardinal-Carter), Aurora (Ontario)
- École secondaire catholique Saint-Charles-Garnier, Whitby (Ontario)
- École secondaire catholique Saint-Frère-André (en), Toronto (Ontario)
- École secondaire catholique Sainte-Famille, Mississauga (Ontario)
- École secondaire catholique Sainte-Trinité, Oakville (Ontario)
- École secondaire catholique de Vaughan, Woodbridge (Ontario)